# Täpp Jonas Eriksson
Täpp Jonas Eriksson (i riksdagen kallad Eriksson i Yttermalung), född 21 december 1861 i Malung, död där 9 november 1935, var en svensk handlande och politiker (liberal). 
Täpp Jonas Eriksson, som kom från en bondefamilj, var handlande i Nordanåker i Yttermalung, han var ordförande i kommunalstämman i Malungs landskommun. Han var också ledamot i Kopparbergs läns landsting 1906–1932. Han var riksdagsledamot i andra kammaren för Kopparbergs läns västra valkrets från den 23 januari 1914 till riksdagens upplösning senare på våren. I riksdagen tillhörde han Frisinnade landsföreningens riksdagsgrupp Liberala samlingspartiet. Han var suppleant i andra kammarens fjärde tillfälliga utskott.